# Fase de Classificació de la Copa del Món de Rugbi 2015-Europa
La zona europea de classificació per a la Copa del Món de Rugbi de 2015 estava formada per 31 equips que competien per dos llocs per a la fase final d'Anglaterra i un lloc per a l'eliminatòria de repesca. Geòrgia i Romania es van qualificar per al torneig com a equips Europa 1 i Europa 2, i jugaran en els grups C i D respectivament. Rússia va acabar tercera de la classificació i va jugar una repesca, que va perdre amb Uruguai.

## Format
31 seleccions nacionals englobades en la FIRA–AER (la federació europea va canviar la nomenclatura a mig torneig, batejant-se com Rugby Europe) van competir per les dues places europees del mundial. El format de qualificació era el mateix que l'any 2011. Els equips van competir dins de dos grups de sis equips, tres grups de cinc i un grup de quatre. Cada divisió corresponia a la divisió de la European Nations Cup del bienni 2013-2014. El campió d'una ronda o divisió s'enfrontava contra el campió de la ronda superior per decidir qui accedia a la següent ronda. Finalment, el campió i subcampió de la primera divisió accedien a la Copa del món de Rugbi de 2015 mentre que el tercer jugava una repesca contra el darrer campió de les rondes inferiors.

## Participants
A la Classificació per la Copa del món de Rugbi a 15 de 2015 hi van participar els següents equips: (entre parèntesis el rànquing mundial, a 6 d'octubre de 2012, data del primer partit europeu)
| - Àustria (84) - Andorra (62) - Bèlgica (23) - Bòsnia i Hercegovina (87) - Bulgària (79) - Croàcia (44) - Txèquia (40) - Dinamarca (61) | - Finlàndia (96) - Geòrgia (15) - Alemanya (31) - Grècia (NR) - Hongria (85) - Israel (56) - Letònia (72) - Lituània (36) | - Luxemburg (95) - Malta (45) - Moldàvia (34) - Països Baixos (47) - Noruega (93) - Polònia (28) - Portugal (26) - Romania (18) | - Rússia (19) - Sèrbia (73) - Eslovènia (81) - Espanya (20) - Suècia (38) - Suïssa (52) - Ucraïna (30) |

### Seleccions Classificades
- Anglaterra (Classificació Automàtica)
- França (Classificació Automàtica)
- Geòrgia (Europa 1)
- Irlanda (Classificació Automàtica)
- Itàlia (Classificació Automàtica)
- Romania (Europa 2)
- Escòcia (Classificació Automàtica)
- Gal·les  (Classificació Automàtica)

## Ronda 1

### Ronda 1A: European Nations Cup Division 2D 2012–13
Luxemburg, campiona de la divisió 2D de la European Nations Cup Division accedeix la final de la ronda 1.
| Es classifica per Ronda 1 Final |

| Posició | Nació                | Partits | Partits  | Partits  | Partits | Punts   | Punts     | Punts      | Bonus | Taula de punts |
| Posició | Nació                | Jugats  | Guanyats | Empatats | Perduts | A Favor | En contra | Diferència | Bonus | Taula de punts |
| --- | -------------------- | ------- | -------- | -------- | ------- | ------- | --------- | ---------- | ----- | -------------- |
| 1 | Luxemburg            | 4       | 3        | 0        | 1       | 74      | 62        | +12        | 0     | 12             |
| 2 | Noruega              | 4       | 2        | 0        | 2       | 65      | 48        | +17        | 3     | 11             |
| 3 | Bòsnia i Hercegovina | 4       | 2        | 0        | 2       | 78      | 71        | +7         | 2     | 10             |
| 4 | Grècia               | 4       | 2        | 0        | 2       | 61      | 64        | −3         | 1     | 9              |
| 5 | Finlàndia            | 4       | 1        | 0        | 3       | 45      | 78        | −33        | 2     | 6              |
| Normes de puntuació: Victòria - 4 punts Empat - 2 punts 4 o més assaigs - 1 point Derrota per 7 o menys punts - 1 punt Derrota per més de set punts - 0 punts |                      |         |          |          |         |         |           |            |       |                |

| (1 BP) Finlàndia | 14–16   | Luxemburg | 6 d'octubre de 2012 15:00 EEST (UTC+03) - Myllypuro Sports Park, Hèlsinki Àrbitre: Michael Vestorp (Denmark) |
|                  | [Fitxa] |           | 6 d'octubre de 2012 15:00 EEST (UTC+03) - Myllypuro Sports Park, Hèlsinki Àrbitre: Michael Vestorp (Denmark) |

| (1 BP) Noruega | 32–3    | Finlàndia | 20 d'octubre de 2012 15:00 CEST (UTC+02) - Bislett Stadion, Oslo Àrbitre: Kacper Michalkiewicz (Polònia) |
|                | [Fitxa] |           | 20 d'octubre de 2012 15:00 CEST (UTC+02) - Bislett Stadion, Oslo Àrbitre: Kacper Michalkiewicz (Polònia) |

| Noruega | 11–9    | Bòsnia i Hercegovina (1 BP) | 3 de novembre de 2012 15:00 CET (UTC+01) - Fana Stadion, Bergen Àrbitre: Ramonas Grumbinas (Lituània) |
|         | [Fitxa] |                             | 3 de novembre de 2012 15:00 CET (UTC+01) - Fana Stadion, Bergen Àrbitre: Ramonas Grumbinas (Lituània) |

| Luxemburg | 15–8    | Noruega (1 BP) | 10 de novembre de 2012 15:00 CET (UTC+01) - Stade Josy Barthel, Luxemburg, Luxemburg Assistència: 700 espectadors Àrbitre: Christophe Secat (Switzerland) |
|           | [Fitxa] |                | 10 de novembre de 2012 15:00 CET (UTC+01) - Stade Josy Barthel, Luxemburg, Luxemburg Assistència: 700 espectadors Àrbitre: Christophe Secat (Switzerland) |

| Grècia | 22–17   | Bòsnia i Hercegovina (1 BP) | 17 de novembre de 2012 14:30 CET (UTC+01) - Kavtantzoglio Stadium, Thessaloniki Àrbitre: Afonso Nogueira (Portugal) |
|        | [Fitxa] |                             | 17 de novembre de 2012 14:30 CET (UTC+01) - Kavtantzoglio Stadium, Thessaloniki Àrbitre: Afonso Nogueira (Portugal) |

| (1 BP) Grècia | 11–13   | Finlàndia | 30 de març de 2013 14:30 EET (UTC+02) - Dasos Haidariou Municipal Stadium, Atenes Assistència: 300 espectadors Àrbitre: Csaba Priskin (Hongria) |
|               | [Fitxa] |           | 30 de març de 2013 14:30 EET (UTC+02) - Dasos Haidariou Municipal Stadium, Atenes Assistència: 300 espectadors Àrbitre: Csaba Priskin (Hongria) |

| Bòsnia i Hercegovina | 33–23   | Luxemburg | 13 d'abril de 2013 14:00 CEST (UTC+02) - Stadion Tosk, Tešanj Assistència: 800 espectadors Àrbitre: Alan Falzone (Itàlia) |
|                      | [Fitxa] |           | 13 d'abril de 2013 14:00 CEST (UTC+02) - Stadion Tosk, Tešanj Assistència: 800 espectadors Àrbitre: Alan Falzone (Itàlia) |

| Grècia | 21–14   | Noruega (1 BP) | 13 d'abril de 2013 15:00 EEST (UTC+03) - Dasos Haidariou Municipal Stadium, Atenes Àrbitre: Ariel Cabral (Israel) |
|        | [Fitxa] |                | 13 d'abril de 2013 15:00 EEST (UTC+03) - Dasos Haidariou Municipal Stadium, Atenes Àrbitre: Ariel Cabral (Israel) |

| Luxemburg | 20–7    | Grècia | 20 d'abril de 2013 16:00 CEST (UTC+02) - Stade Josy Barthel, Luxemburg, Luxemburg Assistència: 500 espectadors Àrbitre: Christian Doering (Denmark) |
|           | [Fitxa] |        | 20 d'abril de 2013 16:00 CEST (UTC+02) - Stade Josy Barthel, Luxemburg, Luxemburg Assistència: 500 espectadors Àrbitre: Christian Doering (Denmark) |

| Bòsnia i Hercegovina | 19–15   | Finlàndia (1 BP) | 20 d'abril de 2013 14:00 CEST (UTC+02) - Bilino Polje, Zenica Àrbitre: Paulo Duarte (Portugal) |
|                      | [Fitxa] |                  | 20 d'abril de 2013 14:00 CEST (UTC+02) - Bilino Polje, Zenica Àrbitre: Paulo Duarte (Portugal) |

### Ronda 1B: European Nations Cup Division 2C 2012–13
Eslovènia, campiona de la divisió 2C de la European Nations Cup Division accedeix la final de la ronda 1.
| Es classifica per Ronda 1 Final |

| Posició | Nació     | Partits | Partits  | Partits  | Partits | Punts   | Punts     | Punts      | Bonus | Taula de punts |
| Posició | Nació     | Jugats  | Guanyats | Empatats | Perduts | A Favor | En contra | Diferència | Bonus | Taula de punts |
| --- | --------- | ------- | -------- | -------- | ------- | ------- | --------- | ---------- | ----- | -------------- |
| 1 | Eslovènia | 3       | 2        | 0        | 1       | 44      | 47        | −3         | 2     | 10             |
| 2 | Hongria   | 3       | 2        | 0        | 1       | 46      | 41        | +5         | 1     | 9              |
| 3 | Bulgària  | 3       | 2        | 0        | 1       | 55      | 49        | +6         | 1     | 9              |
| 4 | Àustria   | 3       | 0        | 0        | 3       | 37      | 45        | −8         | 1     | 3              |
| Normes de puntuació: Victòria - 4 punts Empat - 2 punts 4 o més assaigs - 1 point Derrota per 7 o menys punts - 1 punt Derrota per més de set punts - 0 punts |           |         |          |          |         |         |           |            |       |                |

| Hongria | 28–23   | Bulgària | 6 d'octubre de 2012 14:00 CEST (UTC+02) - Széktói Stadion, Kecskemét Àrbitre: Jean-Luc Rebollal (França) |
|         | [Fitxa] |          | 6 d'octubre de 2012 14:00 CEST (UTC+02) - Széktói Stadion, Kecskemét Àrbitre: Jean-Luc Rebollal (França) |

| Bulgària | 12–7    | Àustria | 20 d'octubre de 2012 14:00 EEST (UTC+03) - National Sports Academy, Sofia Àrbitre: Gia Amirkhanashvili (Geòrgia) |
|          | [Fitxa] |         | 20 d'octubre de 2012 14:00 EEST (UTC+03) - National Sports Academy, Sofia Àrbitre: Gia Amirkhanashvili (Geòrgia) |

| Eslovènia | 8–7     | Hongria | 27 d'octubre de 2012 15:00 CEST (UTC+02) - Oval Stanezici, Ljubljana Assistència: 400 espectadors Àrbitre: George Kaloxilos (Geòrgia) |
|           | [Fitxa] |         | 27 d'octubre de 2012 15:00 CEST (UTC+02) - Oval Stanezici, Ljubljana Assistència: 400 espectadors Àrbitre: George Kaloxilos (Geòrgia) |

| Àustria | 10–11   | Hongria | 6 d'abril de 2013 16:00 CEST (UTC+02) - Sportanlage Dirnelwiese, Viena Assistència: 500 espectadors Àrbitre: Stepan Cekal (Czech Republic |
|         | [Fitxa] |         | 6 d'abril de 2013 16:00 CEST (UTC+02) - Sportanlage Dirnelwiese, Viena Assistència: 500 espectadors Àrbitre: Stepan Cekal (Czech Republic |

| Bulgària | 20–14   | Eslovènia | 6 d'abril de 2013 14:00 EEST (UTC+03) - National Sports Academy, Sofia Assistència: 500 espectadors Àrbitre: Sergii Poplavskyi (Ucraïna) |
|          | [Fitxa] |           | 6 d'abril de 2013 14:00 EEST (UTC+03) - National Sports Academy, Sofia Assistència: 500 espectadors Àrbitre: Sergii Poplavskyi (Ucraïna) |

| Eslovènia | 22–20   | Àustria | 20 d'abril de 2013 14:00 CEST (UTC+02) - Oval Stanezici, Ljubljana Àrbitre: Iñaki Atorrasagasti (Espanya) |
|           | [Fitxa] |         | 20 d'abril de 2013 14:00 CEST (UTC+02) - Oval Stanezici, Ljubljana Àrbitre: Iñaki Atorrasagasti (Espanya) |

### Final de la Ronda 1
Luxemburg, fou la guanyadora de la ronda 1 al derrotar Eslovènia a la final d'aquesta fase, i es classificaria per jugar la final de la ronda 2.
| Luxemburg | 22–10   | Eslovènia | 5 de maig de 2013 16:00 CEST (UTC+02) - Stade Josy Barthel, Luxemburg Assistència: 800 espectadors Àrbitre: Claudio Blessano (Itàlia) |
|           | [Fitxa] |           | 5 de maig de 2013 16:00 CEST (UTC+02) - Stade Josy Barthel, Luxemburg Assistència: 800 espectadors Àrbitre: Claudio Blessano (Itàlia) |

## Ronda 2

### Ronda 2A: European Nations Cup Division 2B 2012–13
| Es classifica per la final de la Ronda 1 |

Israel, campió de la divisió 2B de la European Nations Cup Division accedeix a la final de la ronda 2.
| Posició | Nació     | Partits | Partits  | Partits  | Partits | Punts   | Punts     | Punts      | Bonus | Taula de punts |
| Posició | Nació     | Jugats  | Guanyats | Empatats | Perduts | A Favor | En contra | Diferència | Bonus | Taula de punts |
| --- | --------- | ------- | -------- | -------- | ------- | ------- | --------- | ---------- | ----- | -------------- |
| 1 | Israel    | 4       | 4        | 0        | 0       | 137     | 45        | +92        | 3     | 19             |
| 2 | Letònia   | 4       | 2        | 0        | 2       | 85      | 82        | +3         | 3     | 11             |
| 3 | Dinamarca | 4       | 1        | 1        | 2       | 62      | 79        | −17        | 1     | 7              |
| 4 | Andorra   | 4       | 1        | 1        | 2       | 48      | 77        | −29        | 0     | 6              |
| 5 | Sèrbia    | 4       | 1        | 0        | 3       | 84      | 133       | −49        | 2     | 6              |
| Normes de puntuació: Victòria - 4 punts Empat - 2 punts 4 o més assaigs - 1 point Derrota per 7 o menys punts - 1 punt Derrota per més de set punts - 0 punts |           |         |          |          |         |         |           |            |       |                |

| Dinamarca | 6–6     | Andorra | 13 d'octubre de 2012 15:00 CEST (UTC+02) - Odense Atletikstadion, Odense Assistència: 500 espectadors Àrbitre: Mike Hoyer (Holanda) |
|           | [Fitxa] |         | 13 d'octubre de 2012 15:00 CEST (UTC+02) - Odense Atletikstadion, Odense Assistència: 500 espectadors Àrbitre: Mike Hoyer (Holanda) |

| (1 BP) Israel | 48–22   | Sèrbia | 13 d'octubre de 2012 14:00 (IST) (UTC+02) - Wingate Institute, Netanya Àrbitre: Frank Himmer (Alemanya) |
|               | [Fitxa] |        | 13 d'octubre de 2012 14:00 (IST) (UTC+02) - Wingate Institute, Netanya Àrbitre: Frank Himmer (Alemanya) |

| Andorra | 5–26    | Israel (1 BP) | 27 d'octubre de 2012 15:00 CEST (UTC+02) - M.I.C.G., Andorra la Vella Àrbitre: Ken Lambrechts (Bèlgica) |
|         | [Fitxa] |               | 27 d'octubre de 2012 15:00 CEST (UTC+02) - M.I.C.G., Andorra la Vella Àrbitre: Ken Lambrechts (Bèlgica) |

| (1 BP) Sèrbia | 39–21   | Letònia | 27 d'octubre de 2012 14:00 CEST (UTC+02) - Stadion Milicionar, Belgrad Àrbitre: Sergii Poplavskyi (Ucraïna) |
|               | [Fitxa] |         | 27 d'octubre de 2012 14:00 CEST (UTC+02) - Stadion Milicionar, Belgrad Àrbitre: Sergii Poplavskyi (Ucraïna) |

| (1 BP) Letònia | 27–15   | Dinamarca | 3 de novembre de 2012 14:00 EET (UTC+02) - Daugava Stadium, Riga Àrbitre: Ucha Narimanidze (Geòrgia) |
|                | [Fitxa] |           | 3 de novembre de 2012 14:00 EET (UTC+02) - Daugava Stadium, Riga Àrbitre: Ucha Narimanidze (Geòrgia) |

| (1 BP) Sèrbia | 23–26   | Andorra | 3 de novembre de 2012 14:00 CET (UTC+01) - Stadion Milicionar, Belgrad Àrbitre: Grzegorz Michalik (Polònia) |
|               | [Fitxa] |         | 3 de novembre de 2012 14:00 CET (UTC+01) - Stadion Milicionar, Belgrad Àrbitre: Grzegorz Michalik (Polònia) |

| Andorra | 11–22   | Letònia (1 BP) | 30 de març de 2013 15:00 CEST (UTC+02) - M.I.C.G., Andorra la Vella Àrbitre: Hrvoje Bartolic (Croàcia) |
|         | [Fitxa] |                | 30 de març de 2013 15:00 CEST (UTC+02) - M.I.C.G., Andorra la Vella Àrbitre: Hrvoje Bartolic (Croàcia) |

| Israel | 17–15   | Letònia (1 BP) | 6 d'abril de 2013 15:00 (IST) (UTC+02) - Wingate Institute, Netanya Àrbitre: Mario Jelavic (Croàcia) |
|        | [Fitxa] |                | 6 d'abril de 2013 15:00 (IST) (UTC+02) - Wingate Institute, Netanya Àrbitre: Mario Jelavic (Croàcia) |

| (1 BP) Dinamarca | 38–0    | Sèrbia | 13 d'abril de 2013 14:00 CEST (UTC+02) - Odense Atletikstadion, Odense Assistència: 300 espectadors Àrbitre: George Mossford (Finlàndia) |
|                  | [Fitxa] |        | 13 d'abril de 2013 14:00 CEST (UTC+02) - Odense Atletikstadion, Odense Assistència: 300 espectadors Àrbitre: George Mossford (Finlàndia) |

| (1 BP) Israel | 46–3    | Dinamarca | 20 d'abril de 2013 15:00 (IST) (UTC+02) - Wingate Institute, Netanya Assistència: 1,000 espectadors Àrbitre: Tomáš Tuma (República Txeca) |
|               | [Fitxa] |           | 20 d'abril de 2013 15:00 (IST) (UTC+02) - Wingate Institute, Netanya Assistència: 1,000 espectadors Àrbitre: Tomáš Tuma (República Txeca) |

### Final Ronda 2
Israel, fou la guanyadora de la ronda 2 i va derrotar a Luxemburg, campió de la ronda 1 en l'eliminatòria per jugar contra el guanyador de la ronda 3.
| Luxemburg | 12–26   | Israel | 5 d'octubre de 2013 15:00 CEST (UTC+02) - Stade Josy Barthel, Luxemburg Assistència: 1,250 espectadors Àrbitre: Iñigo Atorrasagasti (Espanya) |
|           | [Fitxa] |        | 5 d'octubre de 2013 15:00 CEST (UTC+02) - Stade Josy Barthel, Luxemburg Assistència: 1,250 espectadors Àrbitre: Iñigo Atorrasagasti (Espanya) |

## Ronda 3

### Ronda 3A: Divisió de Copa de Nacions europea 2A 2012–13
Holanda, campiona de la divisió 2A de la European Nations Cup Division disputa la final de la ronda 3 contra el guanyador de l'eliminatòria entre el campió de la ronda 1 i 2, el guanyador de la qual passaria a la següent eliminatòria contra el campió de la ronda 4.
| Posició | Nació         | Partits | Partits  | Partits  | Partits | Punts   | Punts     | Punts      | Bonus | Taula de punts |
| Posició | Nació         | Jugats  | Guanyats | Empatats | Perduts | A Favor | En contra | Diferència | Bonus | Taula de punts |
| --- | ------------- | ------- | -------- | -------- | ------- | ------- | --------- | ---------- | ----- | -------------- |
| 1 | Països Baixos | 4       | 4        | 0        | 0       | 125     | 57        | +68        | 2     | 18             |
| 2 | Suïssa        | 4       | 3        | 0        | 1       | 92      | 75        | +17        | 2     | 14             |
| 3 | Croàcia       | 4       | 1        | 0        | 3       | 78      | 92        | −14        | 3     | 7              |
| 4 | Malta         | 4       | 1        | 0        | 3       | 73      | 104       | −31        | 1     | 5              |
| 5 | Lituània      | 4       | 1        | 0        | 3       | 69      | 109       | −40        | 0     | 4              |
| Normes de puntuació: Victòria - 4 punts Empat - 2 punts 4 o més assaigs - 1 point Derrota per 7 o menys punts - 1 punt Derrota per més de set punts - 0 punts |               |         |          |          |         |         |           |            |       |                |

| Croàcia | 20–19   | Malta (1 BP) | 27 d'octubre de 2012 14:00 CEST (UTC+02) - City Stadium, Makarska Àrbitre: Tomáš Tuma (República Txeca) |
|         | [Fitxa] |              | 27 d'octubre de 2012 14:00 CEST (UTC+02) - City Stadium, Makarska Àrbitre: Tomáš Tuma (República Txeca) |

| Malta | 34–17   | Lituània | 3 de novembre de 2012 14:30 CET (UTC+01) - Hibernians Ground, Paola Assistència: 3,000 espectadors Àrbitre: Luc Janssens (Bèlgica) |
|       | [Fitxa] |          | 3 de novembre de 2012 14:30 CET (UTC+01) - Hibernians Ground, Paola Assistència: 3,000 espectadors Àrbitre: Luc Janssens (Bèlgica) |

| (1 BP) Suïssa | 29–20   | Croàcia | 3 de novembre de 2012 15:00 CET (UTC+01) - Stade de Colovray, Nyon Assistència: 1,053 espectadors Àrbitre: Pedro Montoya (Espanya) |
|               | [Fitxa] |         | 3 de novembre de 2012 15:00 CET (UTC+01) - Stade de Colovray, Nyon Assistència: 1,053 espectadors Àrbitre: Pedro Montoya (Espanya) |

| Lituània | 16–24   | Països Baixos | 10 de novembre de 2012 14:00 EET (UTC+02) - Radviliškio miesto centrinis stadionas, Šiauliai Àrbitre: Alexey Bryzgalin (Rússia) |
|          | [Fitxa] |               | 10 de novembre de 2012 14:00 EET (UTC+02) - Radviliškio miesto centrinis stadionas, Šiauliai Àrbitre: Alexey Bryzgalin (Rússia) |

| Països Baixos | 24–7    | Suïssa | 17 de novembre de 2012 15:00 CET (UTC+01) - National Rugby Centre, Amsterdam Àrbitre: Frank Himmer (Alemanya) |
|               | [Fitxa] |        | 17 de novembre de 2012 15:00 CET (UTC+01) - National Rugby Centre, Amsterdam Àrbitre: Frank Himmer (Alemanya) |

| Malta | 10–19   | Suïssa | 6 d'abril de 2013 14:00 CEST (UTC+02) - Hibernians Ground, Paola Assistència: 3,000 espectadors Àrbitre: Vlad Iordachescu (Rumania) |
|       | [Fitxa] |        | 6 d'abril de 2013 14:00 CEST (UTC+02) - Hibernians Ground, Paola Assistència: 3,000 espectadors Àrbitre: Vlad Iordachescu (Rumania) |

| (1 BP) Suïssa | 37–21   | Lituània | 13 d'abril de 2013 16:00 CEST (UTC+02) - Stade de Colovray, Nyon Assistència: 1,545 espectadors Àrbitre: Stefano Penne (Itàlia) |
|               | [Fitxa] |          | 13 d'abril de 2013 16:00 CEST (UTC+02) - Stade de Colovray, Nyon Assistència: 1,545 espectadors Àrbitre: Stefano Penne (Itàlia) |

| (1 BP) Països Baixos | 48–10   | Malta | 13 d'abril de 2013 15:00 CEsT (UTC+02) - National Rugby Centre, Amsterdam Assistència: 1,012 espectadors Àrbitre: Tomasz Jarowicz (Polònia) |
|                      | [Fitxa] |       | 13 d'abril de 2013 15:00 CEsT (UTC+02) - National Rugby Centre, Amsterdam Assistència: 1,012 espectadors Àrbitre: Tomasz Jarowicz (Polònia) |

| (1 BP) Croàcia | 24–29   | Països Baixos (1 BP) | 20 d'abril de 2013 14:1 CEST (UTC+02) - City Stadium, Makarska Àrbitre: Marcin Zeszutek (Polònia) |
|                | [Fitxa] |                      | 20 d'abril de 2013 14:1 CEST (UTC+02) - City Stadium, Makarska Àrbitre: Marcin Zeszutek (Polònia) |

| Lituània | 15–14   | Croàcia (1 BP) | 27 d'abril de 2013 15:00 EET (UTC+02) - Academy of Rugby, Vilnius Assistència: 2,000 espectadors Àrbitre: Volovik Vladimir (Rússia) |
|          | [Fitxa] |                | 27 d'abril de 2013 15:00 EET (UTC+02) - Academy of Rugby, Vilnius Assistència: 2,000 espectadors Àrbitre: Volovik Vladimir (Rússia) |

### Ronda 3 Final
Holanda guanya la ronda 3 i es classifica per la final de la ronda 4.
| Israel | 8–52    | Països Baixos | 26 d'octubre de 2013 15:00 IST (UTC+02) - Wingate Institute, Netanya Assistència: 1,290 espectadors Àrbitre: Jerome Lamirand (França) |
|        | [Fitxa] |               | 26 d'octubre de 2013 15:00 IST (UTC+02) - Wingate Institute, Netanya Assistència: 1,290 espectadors Àrbitre: Jerome Lamirand (França) |

## Ronda 4

### Ronda 4A: Divisió 1B 2012–14
Alemanya campiona de la divisió 1B es classifica per la final de la ronda 4.
| Lloc | Nació    | Jocs   | Jocs     | Jocs  | Jocs    | Punts | Punts     | Punts | Punts per Bonus | Taula de punts |
| Lloc | Nació    | Jugats | Guanyats | Empat | Perduts | Per   | En contra | diff  | Punts per Bonus | Taula de punts |
| --- | -------- | ------ | -------- | ----- | ------- | ----- | --------- | ----- | --------------- | -------------- |
| 1 | Alemanya | 10     | 8        | 0     | 2       | 398   | 181       | +217  | 7               | 39             |
| 2 | Moldàvia | 10     | 7        | 0     | 3       | 267   | 228       | +39   | 6               | 34             |
| 3 | Ucraïna  | 10     | 5        | 0     | 5       | 227   | 227       | 0     | 3               | 23             |
| 4 | Polònia  | 10     | 5        | 0     | 5       | 209   | 183       | +26   | 2               | 22             |
| 5 | Suècia   | 10     | 3        | 0     | 7       | 193   | 307       | −114  | 2               | 14             |
| 6 | Txèquia  | 10     | 2        | 0     | 8       | 142   | 310       | −168  | 3               | 11             |
| Normes de puntuació: Victòria - 4 punts Empat - 2 punts 4 o més assaigs - 1 point Derrota per 7 o menys punts - 1 punt Derrota per més de set punts - 0 punts |          |        |          |       |         |       |           |       |                 |                |

| Txèquia | 3–29    | Polònia | 6 d'octubre de 2012 14:05 CEST (UTC+02) - Stadion Josefa Kohouta, Rícany Àrbitre: Jean Pierre Matheu (França) |
|         | [Fitxa] |         | 6 d'octubre de 2012 14:05 CEST (UTC+02) - Stadion Josefa Kohouta, Rícany Àrbitre: Jean Pierre Matheu (França) |

| Suècia | 10–22   | Ucraïna | 20 d'octubre de 2012 15:00 CEST (UTC+02) - Kristinebergs IP, Estocolm Assistència: 789 espectadors Àrbitre: Pedro Murinello (Portugal) |
|        | [Fitxa] |         | 20 d'octubre de 2012 15:00 CEST (UTC+02) - Kristinebergs IP, Estocolm Assistència: 789 espectadors Àrbitre: Pedro Murinello (Portugal) |

| (1 BP) Suècia | 54–6    | Moldàvia | 27 d'octubre de 2012 15:00 CEST (UTC+02) - Kristinebergs IP, Estocolm Àrbitre: Igotz Gallastegi (Espanya) |
|               | [Fitxa] |          | 27 d'octubre de 2012 15:00 CEST (UTC+02) - Kristinebergs IP, Estocolm Àrbitre: Igotz Gallastegi (Espanya) |

| (1 BP) Alemanya | 46–28   | Ucraïna (1 BP) | 27 d'octubre de 2012 14:30 CEST (UTC+02) - SC Siemensstadt, Berlín Assistència: 1,100 espectadors Àrbitre: Robert Diaconescu (Rumania) |
|                 | [Fitxa] |                | 27 d'octubre de 2012 14:30 CEST (UTC+02) - SC Siemensstadt, Berlín Assistència: 1,100 espectadors Àrbitre: Robert Diaconescu (Rumania) |

| Polònia | 22–13   | Alemanya | 3 de novembre de 2012 17:00 CET (UTC+01) - MOSiR Stadium, Gdańsk Àrbitre: Vladim Pikhovkin (Rússia) |
|         | [Fitxa] |          | 3 de novembre de 2012 17:00 CET (UTC+01) - MOSiR Stadium, Gdańsk Àrbitre: Vladim Pikhovkin (Rússia) |

| (1 BP) Txèquia | 18–22   | Suècia | 10 de novembre de 2012 14:00 CET (UTC+01) - Tatra Smichov Stadium, Praga Àrbitre: Ken Lambrechts (Bèlgica) |
|                | [Fitxa] |        | 10 de novembre de 2012 14:00 CET (UTC+01) - Tatra Smichov Stadium, Praga Àrbitre: Ken Lambrechts (Bèlgica) |

| (1 BP) Alemanya | 32–14   | Moldàvia | 17 de novembre de 2012 15:00 CET (UTC+01) - Fritz-Grunebaum-Sportpark, Heidelberg Àrbitre: Claudio Blessano (Itàlia) |
|                 | [Fitxa] |          | 17 de novembre de 2012 15:00 CET (UTC+01) - Fritz-Grunebaum-Sportpark, Heidelberg Àrbitre: Claudio Blessano (Itàlia) |

| Ucraïna | 42–15   | Txèquia | 17 de novembre de 2012 13:00 EET (UTC+02) - Meteor Stadium, Dnipropetrovsk Àrbitre: Radu Petrescu (Rumania) |
|         | [Fitxa] |         | 17 de novembre de 2012 13:00 EET (UTC+02) - Meteor Stadium, Dnipropetrovsk Àrbitre: Radu Petrescu (Rumania) |

| Txèquia | 8–27    | Alemanya (1 BP) | 9 de març de 2013 14:00 CET (UTC+01) - CE Group Rugby Arena, Praga Assistència: 500 espectadors Àrbitre: Vlad Iordachescu (Rumania) |
|         | [Fitxa] |                 | 9 de març de 2013 14:00 CET (UTC+01) - CE Group Rugby Arena, Praga Assistència: 500 espectadors Àrbitre: Vlad Iordachescu (Rumania) |

| (1 BP) Moldàvia | 37–12   | Txèquia | 16 de març de 2013 16:00 EET (UTC+02) - Dinamo Stadium, Chișinău Assistència: 2,000 espectadors Àrbitre: Andrea Spadoni (Itàlia) |
|                 | [Fitxa] |         | 16 de març de 2013 16:00 EET (UTC+02) - Dinamo Stadium, Chișinău Assistència: 2,000 espectadors Àrbitre: Andrea Spadoni (Itàlia) |

| Polònia | 13–12   | Ucraïna (1 BP) | 30 de març de 2013 15:00 CET (UTC+01) - Stadion GOSiR, Gdynia Àrbitre: Lloyd Linton (Escòcia) |
|         | [Fitxa] |                | 30 de març de 2013 15:00 CET (UTC+01) - Stadion GOSiR, Gdynia Àrbitre: Lloyd Linton (Escòcia) |

| (1 BP) Alemanya | 73–17   | Suècia | 6 d'abril de 2013 14:30 CEST (UTC+02) - Wolfgang-Meyer-Sportanlage, Hamburg Assistència: 3,500 espectadors Àrbitre: Pedro Montoya (Espanya) |
|                 | [Fitxa] |        | 6 d'abril de 2013 14:30 CEST (UTC+02) - Wolfgang-Meyer-Sportanlage, Hamburg Assistència: 3,500 espectadors Àrbitre: Pedro Montoya (Espanya) |

| Ucraïna | 18–38   | Moldàvia (1 BP) | 7 d'abril de 2013 14:35 EEST (UTC+03) - Spartak Stadium, Odessa Assistència: 4,500 espectadors Àrbitre: Radu Petrescu (Rumania) |
|         | [Fitxa] |                 | 7 d'abril de 2013 14:35 EEST (UTC+03) - Spartak Stadium, Odessa Assistència: 4,500 espectadors Àrbitre: Radu Petrescu (Rumania) |

| (1 BP) Moldàvia | 24–20   | Polònia | 13 d'abril de 2013 13:00 EEST (UTC+03) - Dinamo Stadium, Chișinău Àrbitre: Cyril Lafon (França) |
|                 | [Fitxa] |         | 13 d'abril de 2013 13:00 EEST (UTC+03) - Dinamo Stadium, Chișinău Àrbitre: Cyril Lafon (França) |

| Suècia | 19–11   | Polònia (1 BP) | 1 de juny de 2013 14:30 CEST (UTC+02) - Enköpings RK, Enköping Assistència: 600 espectadors Àrbitre: Afonso Nogueira (Portugal) |
|        | [Fitxa] |                | 1 de juny de 2013 14:30 CEST (UTC+02) - Enköpings RK, Enköping Assistència: 600 espectadors Àrbitre: Afonso Nogueira (Portugal) |

| Polònia | 30–9    | Suècia | 7 de setembre de 2013 15:00 CEST (UTC+02) - Polonia Stadium, Varsòvia Àrbitre: Burlet Maxime (Bèlgica) |
|         | [Fitxa] |        | 7 de setembre de 2013 15:00 CEST (UTC+02) - Polonia Stadium, Varsòvia Àrbitre: Burlet Maxime (Bèlgica) |

| Polònia | 30–10   | Txèquia | 12 d'octubre de 2013 20:00 CEST (UTC+02) - Polonia Stadium, Varsòvia Assistència: 4,500 espectadors Àrbitre: Frank Himmer (Alemanya) |
|         | [Fitxa] |         | 12 d'octubre de 2013 20:00 CEST (UTC+02) - Polonia Stadium, Varsòvia Assistència: 4,500 espectadors Àrbitre: Frank Himmer (Alemanya) |

| (1 BP) Suècia | 11–17   | Txèquia | 19 d'octubre de 2013 15:00 CEST (UTC+02) - Kristinebergs IP, Estocolm Assistència: 478 espectadors Àrbitre: Alexei Bryzgalin (Rússia) |
|               | [Fitxa] |         | 19 d'octubre de 2013 15:00 CEST (UTC+02) - Kristinebergs IP, Estocolm Assistència: 478 espectadors Àrbitre: Alexei Bryzgalin (Rússia) |

| Ucraïna | 16–28   | Alemanya | 26 d'octubre de 2013 14:00 EET (UTC+03) - Metalist Stadium, Khàrkiv Àrbitre: Vlad Iordachescu (Rumania) |
|         | [Fitxa] |          | 26 d'octubre de 2013 14:00 EET (UTC+03) - Metalist Stadium, Khàrkiv Àrbitre: Vlad Iordachescu (Rumania) |

| (1 BP) Ucraïna | 35–11   | Suècia | 2 de novembre de 2013 13:00 EET (UTC+02) - Uni. of Tax Service, Kíev Assistència: 2,000 espectadors Àrbitre: Radu Petrescu (Rumania) |
|                | [Fitxa] |        | 2 de novembre de 2013 13:00 EET (UTC+02) - Uni. of Tax Service, Kíev Assistència: 2,000 espectadors Àrbitre: Radu Petrescu (Rumania) |

| (1 BP) Moldàvia | 50–20   | Suècia | 9 de novembre de 2013 12:00 EET (UTC+02) - Dinamo Stadium, Chișinău Assistència: 1,000 espectadors Àrbitre: Andrea Spadoni (Itàlia) |
|                 | [Fitxa] |        | 9 de novembre de 2013 12:00 EET (UTC+02) - Dinamo Stadium, Chișinău Assistència: 1,000 espectadors Àrbitre: Andrea Spadoni (Itàlia) |

| (1 BP) Alemanya | 43–13   | Polònia | 9 de novembre de 2013 14:30 CET (UTC+01) - Sportforum, Berlín Àrbitre: Cammy Rudkin (Escòcia) |
|                 | [Fitxa] |         | 9 de novembre de 2013 14:30 CET (UTC+01) - Sportforum, Berlín Àrbitre: Cammy Rudkin (Escòcia) |

| (1 BP) Moldàvia | 30–15   | Alemanya | 16 de novembre de 2013 12:00 EET (UTC+02) - Dinamo Stadium, Chișinău Àrbitre: Eric Soulan (França) |
|                 | [Fitxa] |          | 16 de novembre de 2013 12:00 EET (UTC+02) - Dinamo Stadium, Chișinău Àrbitre: Eric Soulan (França) |

| (1 BP) Txèquia | 10–17   | Ucraïna | 16 de novembre de 2013 15:00 CET (UTC+01) - Stadion Mladeži, Zlín Assistència: 600 espectadors Àrbitre: Iñaki Atorrasagasti (Espanya) |
|                | [Fitxa] |         | 16 de novembre de 2013 15:00 CET (UTC+01) - Stadion Mladeži, Zlín Assistència: 600 espectadors Àrbitre: Iñaki Atorrasagasti (Espanya) |

| (1 BP) Alemanya | 76–12   | Txèquia | 5 d'abril de 2014 15:00 CEST (UTC+02) - Fritz-Grunebaum-Sportpark, Heidelberg Àrbitre: Radu Petrescu (Rumania) |
|                 | [Fitxa] |         | 5 d'abril de 2014 15:00 CEST (UTC+02) - Fritz-Grunebaum-Sportpark, Heidelberg Àrbitre: Radu Petrescu (Rumania) |

| Polònia | 12–21   | Moldàvia | 5 d'abril de 2014 14:00 CEST (UTC+02) - Municipal Stadium, Siedlce Àrbitre: Alexey Bryzgalin (Rússia) |
|         | [Fitxa] |          | 5 d'abril de 2014 14:00 CEST (UTC+02) - Municipal Stadium, Siedlce Àrbitre: Alexey Bryzgalin (Rússia) |

| (1 BP) Moldàvia | 28–8    | Ucraïna | 12 d'abril de 2014 16:00 EEST (UTC+03) - Dinamo Stadium, Chișinău Àrbitre: Ken Lambrechts (Bèlgica) |
|                 | [Fitxa] |         | 12 d'abril de 2014 16:00 EEST (UTC+03) - Dinamo Stadium, Chișinău Àrbitre: Ken Lambrechts (Bèlgica) |

| Ucraïna | 29–28   | Polònia (1 BP) | 26 d'abril de 2014 14:00 EEST (UTC+03) - Yunist Stadium, Lviv Àrbitre: Maxime Chalon (França) |
|         | [Fitxa] |                | 26 d'abril de 2014 14:00 EEST (UTC+03) - Yunist Stadium, Lviv Àrbitre: Maxime Chalon (França) |

| (1 BP) Txèquia | 37–19   | Moldàvia | 26 d'abril de 2014 14:00 CEST (UTC+02) - CE Group Rugby Arena, Praga Àrbitre: Graeme Wells (Escòcia) |
|                | [Fitxa] |          | 26 d'abril de 2014 14:00 CEST (UTC+02) - CE Group Rugby Arena, Praga Àrbitre: Graeme Wells (Escòcia) |

| Suècia | 20–45   | Alemanya (1 BP) | 26 d'abril de 2014 15:00 CEST (UTC+02) - Enköpings RK, Enköping Àrbitre: Iñigo Atorrasagasti (Espanya) |
|        | [Fitxa] |                 | 26 d'abril de 2014 15:00 CEST (UTC+02) - Enköpings RK, Enköping Àrbitre: Iñigo Atorrasagasti (Espanya) |

### Final ronda 4
Alemanya guanya la ronda 4 i es classifica per la ronda 6, el guanyador del qual jugaria el torneig de repesca.
| Països Baixos | 7–17    | Alemanya | 10 de maig de 2014 15:00 CEST (UTC+02) - National Rugby Centre, Amsterdam Àrbitre: Claudio Blessano (Itàlia) |
|               | [Fitxa] |          | 10 de maig de 2014 15:00 CEST (UTC+02) - National Rugby Centre, Amsterdam Àrbitre: Claudio Blessano (Itàlia) |

## Ronda 5: European Nations Cup Division 1A 2012–13
El campió i sub-campio de la ronda 5, Georgia i Romania accedeixen a la fase final del mundial. Rússia, com a tercera classificada jugaria la final de la ronda 6.
| Posició | Nació    | Partits | Partits  | Partits  | Partits | Punts   | Punts     | Punts      | Bonus | Taula de punts |
| Posició | Nació    | Jugats  | Guanyats | Empatats | Perduts | A Favor | En contra | Diferència | Bonus | Taula de punts |
| --- | -------- | ------- | -------- | -------- | ------- | ------- | --------- | ---------- | ----- | -------------- |
| 1 | Geòrgia  | 10      | 9        | 1        | 0       | 286     | 106       | +180       | 3     | 41             |
| 2 | Romania  | 10      | 8        | 1        | 1       | 242     | 106       | +136       | 4     | 38             |
| 3 | Rússia   | 10      | 6        | 0        | 4       | 219     | 249       | −30        | 4     | 28             |
| 4 | Espanya  | 10      | 2        | 2        | 6       | 159     | 243       | −84        | 3     | 15             |
| 5 | Portugal | 10      | 2        | 1        | 7       | 145     | 222       | −77        | 2     | 12             |
| 6 | Bèlgica  | 10      | 0        | 1        | 9       | 134     | 259       | −125       | 4     | 6              |
| Normes de puntuació: Victòria - 4 punts Empat - 2 punts 4 o més assaigs - 1 point Derrota per 7 o menys punts - 1 punt Derrota per més de set punts - 0 punts |          |         |          |          |         |         |           |            |       |                |

| Rússia | 13–9    | Espanya (1 BP) | 2 de febrer de 2013 14:00 MSKT (UTC+04) - FGUP Yug-Sport, Sotxi Assistència: 400 espectadors Àrbitre: David Wilkinson (Irlanda) |
|        | [Fitxa] |                | 2 de febrer de 2013 14:00 MSKT (UTC+04) - FGUP Yug-Sport, Sotxi Assistència: 400 espectadors Àrbitre: David Wilkinson (Irlanda) |

| (1 BP) Bèlgica | 13–17   | Geòrgia | 2 de febrer de 2013 15:00 CET (UTC+01) - Stade Roi Baudouin, Brussel·les Àrbitre: Matteo Liperini (Itàlia) |
|                | [Fitxa] |         | 2 de febrer de 2013 15:00 CET (UTC+01) - Stade Roi Baudouin, Brussel·les Àrbitre: Matteo Liperini (Itàlia) |

| (1 BP) Portugal | 13–19   | Romania | 2 de febrer de 2013 15:30 WET (UTC+00) - Estádio Universitário de Lisboa, Lisboa Assistència: 3,000 espectadors Àrbitre: Neil Hennessy (Gal·les) |
|                 | [Fitxa] |         | 2 de febrer de 2013 15:30 WET (UTC+00) - Estádio Universitário de Lisboa, Lisboa Assistència: 3,000 espectadors Àrbitre: Neil Hennessy (Gal·les) |

| Geòrgia | 25–12   | Portugal | 9 de febrer de 2013 15:00 GET (UTC+04) - Mikheil Meskhi Stadium, Tbilisi Àrbitre: Gia Amirkhanashvili (Geòrgia) |
|         | [Fitxa] |          | 9 de febrer de 2013 15:00 GET (UTC+04) - Mikheil Meskhi Stadium, Tbilisi Àrbitre: Gia Amirkhanashvili (Geòrgia) |

| Romania | 29–14   | Rússia | 9 de febrer de 2013 15:00 EET (UTC+02) - Stadionul Arcul de Triumf, Bucarest Assistència: 2,500 espectadors Àrbitre: Luke Pearce (England) |
|         | [Fitxa] |        | 9 de febrer de 2013 15:00 EET (UTC+02) - Stadionul Arcul de Triumf, Bucarest Assistència: 2,500 espectadors Àrbitre: Luke Pearce (England) |

| Bèlgica | 21–21   | Espanya | 9 de febrer de 2013 15:00 CET (UTC+01) - Stade Roi Baudouin, Brussel·les Àrbitre: Stephan Pomarede (França) |
|         | [Fitxa] |         | 9 de febrer de 2013 15:00 CET (UTC+01) - Stade Roi Baudouin, Brussel·les Àrbitre: Stephan Pomarede (França) |

| Rússia | 9–23    | Geòrgia | 23 de febrer de 2013 15:00 MSKT (UTC+04) - FGUP Yug-Sport, Sotxi Àrbitre: Laurent Cardona (França) |
|        | [Fitxa] |         | 23 de febrer de 2013 15:00 MSKT (UTC+04) - FGUP Yug-Sport, Sotxi Àrbitre: Laurent Cardona (França) |

| Portugal | 18–12   | Bèlgica (1 BP) | 23 de febrer de 2013 15:00 WET (UTC+00) - Estádio Universitário de Lisboa, Lisboa Assistència: 2,310 espectadors Àrbitre: Vlad Iordachescu (Rumania) |
|          | [Fitxa] |                | 23 de febrer de 2013 15:00 WET (UTC+00) - Estádio Universitário de Lisboa, Lisboa Assistència: 2,310 espectadors Àrbitre: Vlad Iordachescu (Rumania) |

| Espanya | 15–25   | Romania | 23 de febrer de 2013 16:00 CET (UTC+01) - Las Mestas, Gijón Assistència: 3,000 espectadors Àrbitre: Giuseppe Vivarini (Itàlia) |
|         | [Fitxa] |         | 23 de febrer de 2013 16:00 CET (UTC+01) - Las Mestas, Gijón Assistència: 3,000 espectadors Àrbitre: Giuseppe Vivarini (Itàlia) |

| (1 BP) Geòrgia | 61–18   | Espanya | 9 de març de 2013 15:00 GET (UTC+04) - Mikheil Meskhi Stadium, Tbilisi Àrbitre: Stuart Gaffikin (Irlanda) |
|                | [Fitxa] |         | 9 de març de 2013 15:00 GET (UTC+04) - Mikheil Meskhi Stadium, Tbilisi Àrbitre: Stuart Gaffikin (Irlanda) |

| Bèlgica | 14–32   | Romania (1 BP) | 9 de març de 2013 15:00 CET (UTC+01) - Stade Roi Baudouin, Brussel·les Assistència: 3,500 espectadors Àrbitre: Andy Ireland (Escòcia) |
|         | [Fitxa] |                | 9 de març de 2013 15:00 CET (UTC+01) - Stade Roi Baudouin, Brussel·les Assistència: 3,500 espectadors Àrbitre: Andy Ireland (Escòcia) |

| Portugal | 23–31   | Rússia (1 BP) | 9 de març de 2013 15:00 WET (UTC+00) - Estádio Universitário de Lisboa, Lisboa Àrbitre: Jean Pierre Matheu (França) |
|          | [Fitxa] |               | 9 de març de 2013 15:00 WET (UTC+00) - Estádio Universitário de Lisboa, Lisboa Àrbitre: Jean Pierre Matheu (França) |

| (1 BP) Rússia | 43–32   | Bèlgica (1 BP) | 16 de març de 2013 15:00 MSKT (UTC+04) - FGUP Yug-Sport, Sotxi Àrbitre: Claudio Blessano (Itàlia) |
|               | [Fitxa] |                | 16 de març de 2013 15:00 MSKT (UTC+04) - FGUP Yug-Sport, Sotxi Àrbitre: Claudio Blessano (Itàlia) |

| Romania | 9–9     | Geòrgia | 16 de març de 2013 15:00 EET (UTC+02) - Stadionul Arcul de Triumf, Bucarest Assistència: 4,000 espectadors Àrbitre: Ian Davies (Gal·les) |
|         | [Fitxa] |         | 16 de març de 2013 15:00 EET (UTC+02) - Stadionul Arcul de Triumf, Bucarest Assistència: 4,000 espectadors Àrbitre: Ian Davies (Gal·les) |

| Espanya | 9–9     | Portugal | 16 de març de 2013 18:00 CET (UTC+01) - Estadio San Lazaro, Santiago de Compostel·la Àrbitre: Cedric de març deat (França) |
|         | [Fitxa] |          | 16 de març de 2013 18:00 CET (UTC+01) - Estadio San Lazaro, Santiago de Compostel·la Àrbitre: Cedric de març deat (França) |

| Romania | 24–0    | Portugal | 1 de febrer de 2014 14:00 EET (UTC+02) - Cluj-Napoca Arena, Cluj-Napoca Àrbitre: Sean Gallagher (Irlanda) |
|         | [Fitxa] |          | 1 de febrer de 2014 14:00 EET (UTC+02) - Cluj-Napoca Arena, Cluj-Napoca Àrbitre: Sean Gallagher (Irlanda) |

| (1 BP) Espanya | 25–28   | Rússia | 1 de febrer de 2014 16:00 CET (UTC+01) - Estadio Nacional Complutense, Madrid Assistència: 3,000 espectadors Àrbitre: Lloyd Linton (Escòcia) |
|                | [Fitxa] |        | 1 de febrer de 2014 16:00 CET (UTC+01) - Estadio Nacional Complutense, Madrid Assistència: 3,000 espectadors Àrbitre: Lloyd Linton (Escòcia) |

| (1 BP) Geòrgia | 35–0    | Bèlgica | 1 de febrer de 2014 15:00 GET (UTC+04) - Avchala Stadium, Tbilisi Àrbitre: Vlad Iordachescu (Rumania) |
|                | [Fitxa] |         | 1 de febrer de 2014 15:00 GET (UTC+04) - Avchala Stadium, Tbilisi Àrbitre: Vlad Iordachescu (Rumania) |

| Portugal | 9–34    | Geòrgia | 8 de febrer de 2014 15:00 WET (UTC+00) - Estádio Universitário de Lisboa, Lisboa Àrbitre: Cedric de març deat (França) |
|          | [Fitxa] |         | 8 de febrer de 2014 15:00 WET (UTC+00) - Estádio Universitário de Lisboa, Lisboa Àrbitre: Cedric de març deat (França) |

| Rússia | 3–34    | Romania (1 BP) | 8 de febrer de 2014 14:00 MSKT (UTC+04) - Gazprom Yamal Health Resort, Tuapse Assistència: 250 espectadors Àrbitre: David Wilkinson (Irlanda) |
|        | [Fitxa] |                | 8 de febrer de 2014 14:00 MSKT (UTC+04) - Gazprom Yamal Health Resort, Tuapse Assistència: 250 espectadors Àrbitre: David Wilkinson (Irlanda) |

| Espanya | 11–6    | Bèlgica (1 BP) | 8 de febrer de 2014 16:00 CET (UTC+01) - Estadio Nacional Complutense, Madrid Assistència: 2,500 espectadors Àrbitre: Marius Mitrea (Itàlia) |
|         | [Fitxa] |                | 8 de febrer de 2014 16:00 CET (UTC+01) - Estadio Nacional Complutense, Madrid Assistència: 2,500 espectadors Àrbitre: Marius Mitrea (Itàlia) |

| (1 BP) Romania | 32–6    | Espanya | 22 de febrer de 2014 14:30 EET (UTC+02) - Cluj-Napoca Arena, Cluj-Napoca Àrbitre: James McPhail (Holanda) |
|                | [Fitxa] |         | 22 de febrer de 2014 14:30 EET (UTC+02) - Cluj-Napoca Arena, Cluj-Napoca Àrbitre: James McPhail (Holanda) |

| (1 BP) Geòrgia | 36–10   | Rússia | 22 de febrer de 2014 17:00 GET (UTC+04) - Dinamo Arena, Tbilisi Assistència: 54,827 espectadors Àrbitre: Alexandre Ruiz (França) |
|                | [Fitxa] |        | 22 de febrer de 2014 17:00 GET (UTC+04) - Dinamo Arena, Tbilisi Assistència: 54,827 espectadors Àrbitre: Alexandre Ruiz (França) |

| Bèlgica | 6–19    | Portugal | 22 de febrer de 2014 15:00 CET (UTC+01) - Stade Roi Baudouin, Brussel·les Àrbitre: Neil Hennessy (Gal·les) |
|         | [Fitxa] |          | 22 de febrer de 2014 15:00 CET (UTC+01) - Stade Roi Baudouin, Brussel·les Àrbitre: Neil Hennessy (Gal·les) |

| (1 BP) Espanya | 17–24   | Geòrgia | 8 de març de 2014 16:00 CET (UTC+01) - Estadio Nacional Complutense, Madrid Assistència: 6,000 espectadors Àrbitre: Neil Hennessy (Gal·les) |
|                | [Fitxa] |         | 8 de març de 2014 16:00 CET (UTC+01) - Estadio Nacional Complutense, Madrid Assistència: 6,000 espectadors Àrbitre: Neil Hennessy (Gal·les) |

| (1 BP) Rússia | 34–18   | Portugal | 8 de març de 2014 15:00 MSKT (UTC+04) - Sochi Central Stadium, Sotxi Assistència: 500 espectadors Àrbitre: Matthew Carley (England) |
|               | [Fitxa] |          | 8 de març de 2014 15:00 MSKT (UTC+04) - Sochi Central Stadium, Sotxi Assistència: 500 espectadors Àrbitre: Matthew Carley (England) |

| (1 BP) Romania | 29–10   | Bèlgica | 8 de març de 2014 14:00 EET (UTC+02) - Stadionul Farul, Constanța Assistència: 1,000 espectadors Àrbitre: Claudio Blessano (Itàlia) |
|                | [Fitxa] |         | 8 de març de 2014 14:00 EET (UTC+02) - Stadionul Farul, Constanța Assistència: 1,000 espectadors Àrbitre: Claudio Blessano (Itàlia) |

| (1 BP) Portugal | 24–28   | Espanya | 15 de març de 2014 17:00 WET (UTC+00) - Estádio Universitário de Lisboa, Lisboa Àrbitre: Laurent Cardona (França) |
|                 | [Fitxa] |         | 15 de març de 2014 17:00 WET (UTC+00) - Estádio Universitário de Lisboa, Lisboa Àrbitre: Laurent Cardona (França) |

| Bèlgica | 20–34   | Rússia (1 BP) | 15 de març de 2014 18:00 CET (UTC+01) - King Baudouin Stadium, Brussel·les Àrbitre: Giuseppe Vivarini (Italy |
|         | [Fitxa] |               | 15 de març de 2014 18:00 CET (UTC+01) - King Baudouin Stadium, Brussel·les Àrbitre: Giuseppe Vivarini (Italy |

| Geòrgia | 22–9    | Romania | 15 de març de 2014 17:00 GET (UTC+04) - Mikheil Meskhi Stadium, Tbilisi Assistència: 25,000 espectadors Àrbitre: Luke Pearce (England) |
|         | [Fitxa] |         | 15 de març de 2014 17:00 GET (UTC+04) - Mikheil Meskhi Stadium, Tbilisi Assistència: 25,000 espectadors Àrbitre: Luke Pearce (England) |

## Ronda 6: play-off per la repesca
Rússia guanyadora de la ronda 6, jugaria el torneig de repesca.
| Alemanya | 20–31   | Rússia | 24 de maig de 2014 15:00 CEST (UTC+02) - Wolfgang-Meyer-Sportanlage, Hamburg Àrbitre: Iñaki Atorrasagasti (Espanya) |
| Assaigs: Armstrong 46' c Vollenkemper 52' c Con.: Hilsenbeck (2/2) 47', 53' Pen.: Hilsenbeck (2/5) 27', 56' | [Fitxa] | Assaigs: Ostroushko (2) 10' m, 44' c Igretsov 19' m Kushnarev 76' c Matveyev 80' c Con.: Kushnarev (3/5) 45', 77', 80' | 24 de maig de 2014 15:00 CEST (UTC+02) - Wolfgang-Meyer-Sportanlage, Hamburg Àrbitre: Iñaki Atorrasagasti (Espanya) |

| FB              | 15 | Steffen Liebig       |                     |     |     |     |
| RW              | 14 | Mark Syntzdera       |                     |     |     |     |
| OC              | 13 | Clemens von Grumbkow |                     |     |     |     |
| IC              | 12 | Anjo Buckman         |                     |     | 56' | 64' |
| LW              | 11 | Marten Strauch       |                     |     |     |     |
| FH              | 10 | Chris Hilsenbeck     |                     |     |     |     |
| SH              | 9  | Sean Armstrong (c)   |                     |     |     |     |
| N8              | 8  | Timo Vollenkemper    |                     |     |     |     |
| OF              | 7  | Alexander Hug        |                     |     |     |     |
| BF              | 6  | Kehoma Brenner       |                     | 60' |     |     |
| RL              | 5  | Rob de maig de       |                     |     |     |     |
| LL              | 4  | Manuel Wilhelm       |                     | 40' |     |     |
| TP              | 3  | Samy Füchsel         |                     |     |     |     |
| HK              | 2  | Mika Tyumenev        |                     | 40' | 56' | 64' |
| LP              | 1  | Arthur Zeiler        |                     | 64' |     |     |
| Replacements:   |    |                      |                     |     |     |     |
| PR              | 16 | Marcus Bender        |                     |     |     |     |
| PR              | 17 | Chris Howells        |                     | 64' |     |     |
| HK              | 18 | Alexander Widiker    | del 53' fins el 63' | 40' |     |     |
| N8              | 19 | Robert Mohr          |                     | 40' |     |     |
| FL              | 20 | Umberto Pilla        |                     | 60' |     |     |
| CE              | 21 | Carlos Soteras-Merz  |                     |     |     |     |
| SH              | 22 | Tim Menzel           |                     |     |     |     |
| FB              | 23 | Raphael Hackl        |                     |     |     |     |
| Coach:          |    |                      |                     |     |     |     |
| Kobus Potgieter |    |                      |                     |     |     |     |

| FB             | 15 | Igor Klyuchnikov     |                     |     |
| RW             | 14 | Igor Galinovsky      |                     |     |
| OC             | 13 | Dimitry Gerasimov    |                     |     |
| IC             | 12 | Alexey Makovetsky    |                     |     |
| LW             | 11 | Vladimir Ostroushko  |                     |     |
| FH             | 10 | Yuri Kushnarev       |                     |     |
| SH             | 9  | Alexander Yanyushkin |                     |     |
| N8             | 8  | Andrey Temnov        |                     |     |
| OF             | 7  | Andrey Garbuzov      |                     | 58' |
| BF             | 6  | Pavel Butenko        |                     |     |
| RL             | 5  | Kirill Kulemin       |                     |     |
| LL             | 4  | Andrey Voytov        |                     |     |
| TP             | 3  | Andrey Igretsov      |                     | 53' |
| HK             | 2  | Valery Tsnobiladze   |                     | 53' |
| LP             | 1  | Gregory Tsnobiladze  | del 47' fins el 57' | 59' |
| Replacements:  |    |                      |                     |     |
| HK             | 16 | Yevgeny Matveyev     |                     | 53' |
| PR             | 17 | Aleksey Volkov       |                     | 59' |
| PR             | 18 | Innokenty Zykov      |                     | 53' |
| FL             | 19 | Viktor Gresev        |                     | 58' |
| FL             | 20 | Artem Fatakhov       |                     |     |
| CE             | 21 | Mikhail Babaev       |                     |     |
| SH             | 22 | Anton Ryabov         |                     |     |
| FH             | 23 | Sergey Yanyushkin    |                     |     |
| Coach:         |    |                      |                     |     |
| Kingsley Jones |    |                      |                     |     |

| FB              | 15 | Steffen Liebig       |                     |     |     |     |
| RW              | 14 | Mark Syntzdera       |                     |     |     |     |
| OC              | 13 | Clemens von Grumbkow |                     |     |     |     |
| IC              | 12 | Anjo Buckman         |                     |     | 56' | 64' |
| LW              | 11 | Marten Strauch       |                     |     |     |     |
| FH              | 10 | Chris Hilsenbeck     |                     |     |     |     |
| SH              | 9  | Sean Armstrong (c)   |                     |     |     |     |
| N8              | 8  | Timo Vollenkemper    |                     |     |     |     |
| OF              | 7  | Alexander Hug        |                     |     |     |     |
| BF              | 6  | Kehoma Brenner       |                     | 60' |     |     |
| RL              | 5  | Rob de maig de       |                     |     |     |     |
| LL              | 4  | Manuel Wilhelm       |                     | 40' |     |     |
| TP              | 3  | Samy Füchsel         |                     |     |     |     |
| HK              | 2  | Mika Tyumenev        |                     | 40' | 56' | 64' |
| LP              | 1  | Arthur Zeiler        |                     | 64' |     |     |
| Replacements:   |    |                      |                     |     |     |     |
| PR              | 16 | Marcus Bender        |                     |     |     |     |
| PR              | 17 | Chris Howells        |                     | 64' |     |     |
| HK              | 18 | Alexander Widiker    | del 53' fins el 63' | 40' |     |     |
| N8              | 19 | Robert Mohr          |                     | 40' |     |     |
| FL              | 20 | Umberto Pilla        |                     | 60' |     |     |
| CE              | 21 | Carlos Soteras-Merz  |                     |     |     |     |
| SH              | 22 | Tim Menzel           |                     |     |     |     |
| FB              | 23 | Raphael Hackl        |                     |     |     |     |
| Coach:          |    |                      |                     |     |     |     |
| Kobus Potgieter |    |                      |                     |     |     |     |

| FB             | 15 | Igor Klyuchnikov     |                     |     |
| RW             | 14 | Igor Galinovsky      |                     |     |
| OC             | 13 | Dimitry Gerasimov    |                     |     |
| IC             | 12 | Alexey Makovetsky    |                     |     |
| LW             | 11 | Vladimir Ostroushko  |                     |     |
| FH             | 10 | Yuri Kushnarev       |                     |     |
| SH             | 9  | Alexander Yanyushkin |                     |     |
| N8             | 8  | Andrey Temnov        |                     |     |
| OF             | 7  | Andrey Garbuzov      |                     | 58' |
| BF             | 6  | Pavel Butenko        |                     |     |
| RL             | 5  | Kirill Kulemin       |                     |     |
| LL             | 4  | Andrey Voytov        |                     |     |
| TP             | 3  | Andrey Igretsov      |                     | 53' |
| HK             | 2  | Valery Tsnobiladze   |                     | 53' |
| LP             | 1  | Gregory Tsnobiladze  | del 47' fins el 57' | 59' |
| Replacements:  |    |                      |                     |     |
| HK             | 16 | Yevgeny Matveyev     |                     | 53' |
| PR             | 17 | Aleksey Volkov       |                     | 59' |
| PR             | 18 | Innokenty Zykov      |                     | 53' |
| FL             | 19 | Viktor Gresev        |                     | 58' |
| FL             | 20 | Artem Fatakhov       |                     |     |
| CE             | 21 | Mikhail Babaev       |                     |     |
| SH             | 22 | Anton Ryabov         |                     |     |
| FH             | 23 | Sergey Yanyushkin    |                     |     |
| Coach:         |    |                      |                     |     |
| Kingsley Jones |    |                      |                     |     |

| Touch judges: Igotz Gallastegi (Espanya) Jorge Molpeceres (Espanya) |